# Диев, Владимир Серафимович
Влади́мир Серафи́мович Ди́ев (род. 16 ноября 1954, Омск, СССР) — советский и российский философ, специалист в области философии управления, социальной философии и философии науки. Доктор философских наук (1998), профессор (2000), директор Института философии и права НГУ, заведующий кафедрой философии ИФП НГУ.

## Биография
В 1977 году с отличием окончил механико-математический факультет Новосибирского государственного университета (НГУ).
В 1998 году защитил докторскую диссертацию «Философско-методологический анализ проблем принятия управленческих решений» по специальности «Философия науки и техники».
С 1995 г. по 2016 г. — декан философского факультета НГУ.
С 2002 г. по 2019 г., с 2021 г. по наст. время — вице-президент Российского философского общества.
С 2003 года — ведущий научный сотрудник Института философии и права СО РАН.
2009 г. — заместитель председателей оргкомитета и руководитель локального организационного комитета V Российского философского конгресса «Наука. Философия. Общество» (Новосибирск, НГУ, 25-28 августа). Во время проведения V РФК выступил с поддержкой инициативы проведения ежегодного симпозиума философских факультетов и отделений вузов Сибири.
2011 г. — председатель оргкомитета Первого Сибирского философского семинара (Новосибирск, НГУ, 13-16 сентября 2011).
С 2016 г. — директор Института философии и права НГУ, образованного слиянием философского и юридического факультетов НГУ.
2021 г. — лауреат общенациональной премии «Декан года» в номинации «Философские науки».
2022 г. — заместитель сопредседателей программного комитета VIII Российского философского конгресса «Философия в полицентричном мире».
В настоящее время — член президиума Российского философского общества; сопредседатель Ассоциации философских факультетов и отделений вузов России; член президиума федерального Учебно-методического объединения по укрупненной группе направлений подготовки «Философия, этика и религиоведение»; председатель Сибирского отделения Российского философского общества. Главный редактор «Сибирского философского журнала», а также член редколлегий ряда ведущих отечественных научных журналов: «Философия науки», «Человек», «Личность. Культура. Общество», «Ценности и смыслы», «Вестник Томского государственного университета. Философия. Социология. Политология», «Идеи и идеалы», «ΣΧΟΛΗ. Философское антиковедение и классическая традиция», «Гуманитарный вектор».

## Основные направления научных исследований
Философско-методологические основания управления — онтологические, гносеологические, социальные аспекты этой сферы деятельности человека, а также проблемы принятия решений, риска, интуиции, глобализации, философии образования.
Основные результаты исследований
- Изучен комплекс философских и методологических проблем, связанных с управлением, ролью этого феномена в жизни общества, разработаны и предложены оригинальные концептуальные подходы, позволяющие описывать и анализировать управление в различных контекстах. Отражено в следующих публикациях:
  - Диев В. С. Управление. Философия. Общество // Вопросы философии. № 8, 2010 г.
  - Диев В. С. Философия управления: область исследований и учебная дисциплина // Вестник Томского государственного университета. Философия. Социология. Политология. № 2 (18) 2012 г.
  - Диев В. С. Управление в российской цивилизации: к построению национальной модели // Вопросы социальной теории. 2020. Т. 12. С. 254—262.
- Исследован спектр философско-методологических проблем, связанных с принятием управленческих решений. Отражено в следующих публикациях:
  - Диев В. С. Управленческие решения: неопределенность, модели, интуиция // Новосибирск: Новосиб. гос. ун-т, 2001. С. 195.
  - Диев В. С. «Принятие решений» как междисциплинарная сфера исследований: генезис и тенденции развития // Электронное научное издание «Альманах Пространство и Время». 2015. Т. 9. № 2. С. 3.
- В ряду гносеологических проблем изучены вопросы эпистемологического статуса решений, их обоснования, а также логики принятия решений в свете различных типов рациональности. Отражено в следующих публикациях:
  - Диев В. С. Рациональные решения: критерии, модели, парадоксы // Вопросы философии. № 8, 2013 г.
  - Диев В. С. Эволюция рациональности в методологических основаниях моделей принятия решений // Сибирский философский журнал. 2016. Т. 14. № 4. С. 58-68.
  - Диев В. С. Рациональный выбор в условиях риска: методологические и ценностные основания // Философские науки. 2018. № 5. С. 48-58.
- Предложена новая типология неопределенностей в задачах принятия управленческих решений. Отражено в следующих публикациях:
  - Диев В. С. Неопределённость как атрибут и фактор принятия решения.
  - Диев В. С. Риск и неопределенность в философии, науке, управлении // Вестник Томского государственного университета. История. 2011. № 2. С. 83.
- Разработан и обоснован универсальный подход к анализу риска. Отражено в следующих публикациях:
  - Диев В. С. Риск: оценка и принятие решений // Философия науки. № 4 (47) 2010 г.
  - Диев В. С. Рациональный выбор в условиях риска: модели и парадоксы.

## Научные труды
Автор и соавтор более 140 научных работ, в том числе двух монографий и четырёх учебных пособий. Ссылки на некоторые из них даны ниже.

### Монографии
- Диев В. С. Управленческие решения: неопределенность, модели, интуиция. — Новосибирск: Новосиб. гос. ун-т, 2001. — 195 с. : табл. ISBN 5-94356-031-9

### Статьи
- Диев В. С. Рациональные решения: критерии, модели, парадоксы. // Вопросы философии. № 8, 2013 г.
- Диев В. С. Философия управления: область исследований и учебная дисциплина. // Вестник Томского государственного университета. Философия. Социология. Политология. № 2 (18) 2012 г.
- Диев В. С. Управление. Философия. Общество. // Вопросы философии. № 8, 2010 г.
- Диев В. С. Власть в российской модели управления.
- Диев В. С. «Две культуры» в современном управлении.
- Диев В. С. Критерии выбора альтернатив: рациональные модели и реальные решения.
- Диев В. С. Междисциплинарные проблемы: новая «ничейная земля» для философии.
- Диев В. С. Некоторые концептуальные подходы к определению понятия «безопасность».
- Диев В. С. Неопределённость как атрибут и фактор принятия решения.
- Диев В. С. Проблемы выбора и принятия решений в междисциплинарном контексте.
- Диев В. С. Рациональность и риск.
- Диев В. С. Рациональный выбор в условиях риска: модели и парадоксы.
- Диев В. С. Риск: оценка и принятие решений. // Философия науки. № 4 (47) 2010 г.
- Диев В. С. Управление: наука, практика, искусство.
- Диев В. С., Лыгденова В. В. Российская организационная культура: традиции и вызовы глобализации. // Ценности и смыслы. № 5 2011 г. С. 101—111.
- Диев В. С., Сорина Г. В. Курс «Основы принятия решений» в высшей школе России. // Ценности и смыслы. № 2 (18) 2012 г.
- Диев В. С., Трубицын О. К. Управление в организациях: модели, структуры, принятие решений.